# Sierra Grande

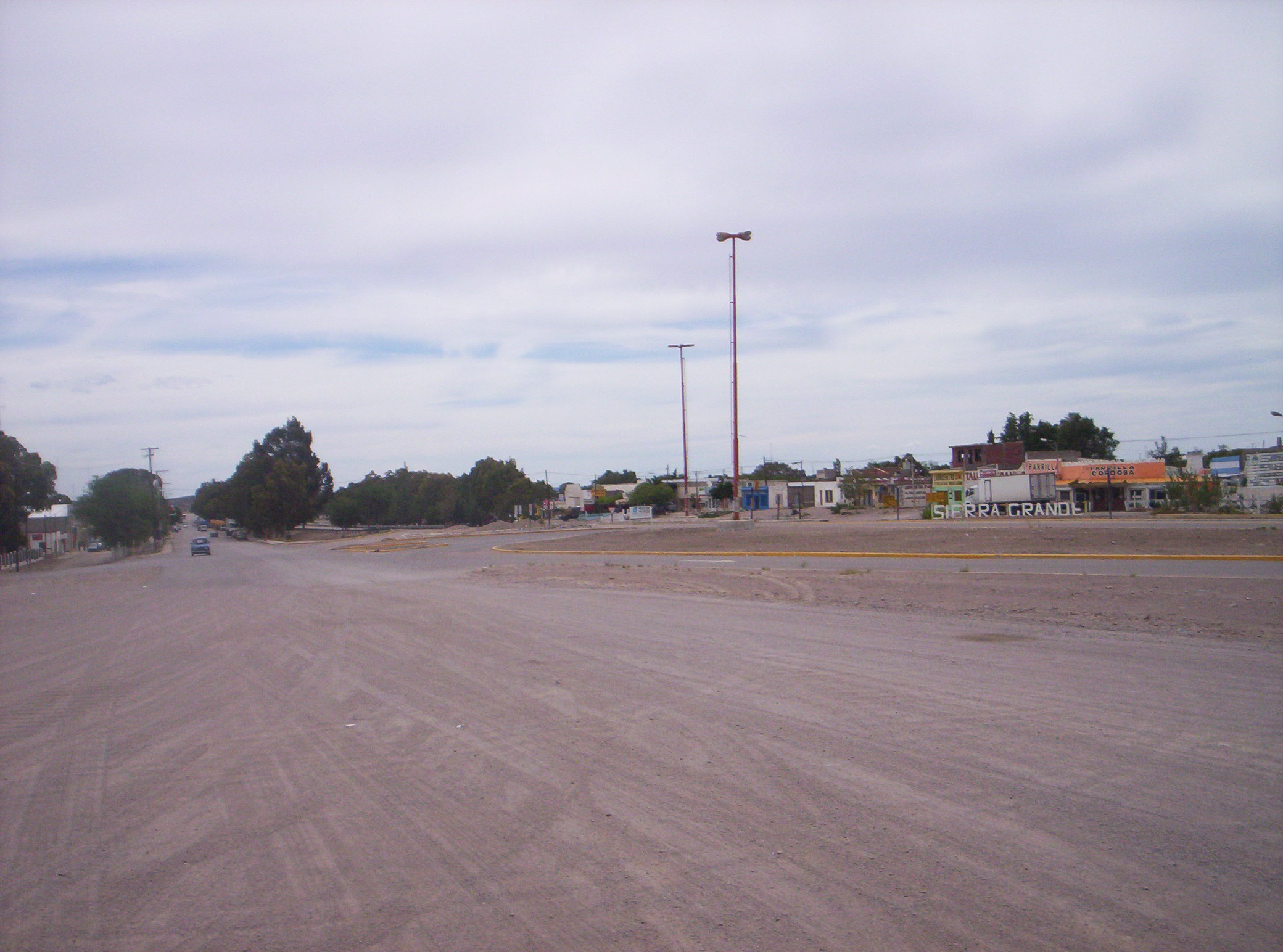
Entrée de la localité

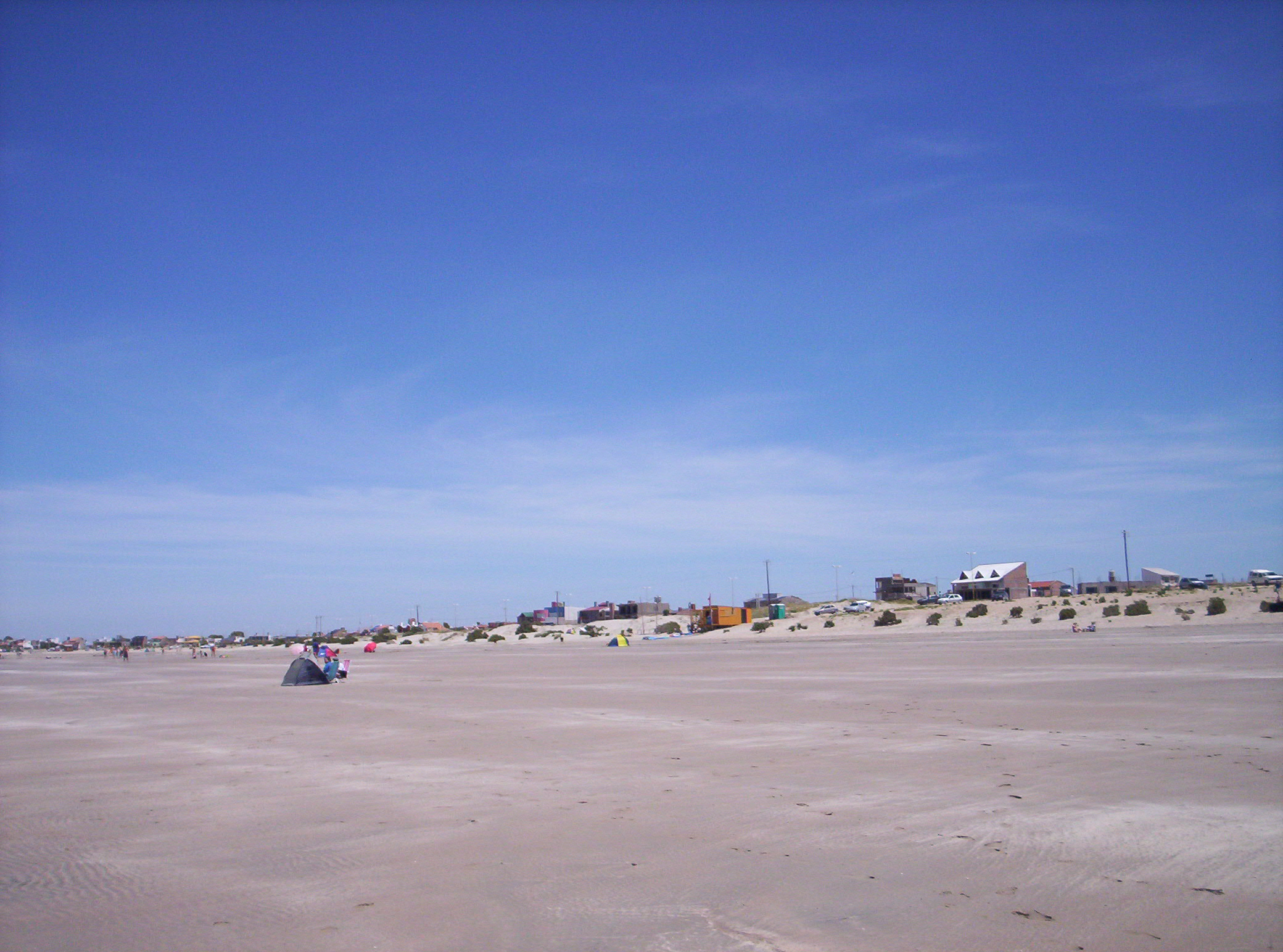
Vue des Playas doradas, grand atout touristique de la ville

Sierra Grande est une ville d'Argentine, située au sud-est de la province de Río Negro dans le département de San Antonio.

## Toponymie
Les mapuches appelaient ce site Vuta Mahuida, ce qui signifie Sierras Grandes en espagnol (Hautes Montagnes), et fait référence aux hauteurs qui entourent les lieux.

## Géographie
La ville se situe au kilomètre 1250 de la route nationale 3, qui la relie au nord avec San Antonio Oeste et Viedma - Carmen de Patagones, et au sud avec Puerto Madryn. Du côté ouest se trouvent des montagnes qui la protègent des vents du sud-ouest. 25 kilomètres à l'est, se trouve l'Océan Atlantique, au niveau du golfe de San Matias, avec des plages (Playas Doradas) et un port en eaux profondes équipé pour l'exportation du minerai de fer.

## Population
La localité comptait 6 764 habitants en 2001, ce qui représentait une baisse de 39,56 % par rapport aux 11 192 de 1991. La ville est ainsi la 14e entité la plus peuplée de la province.

## Histoire

### Établissement Mapuche
Les mapuches habitaient la zone avant la colonisation hispanique. À la suite des sécheresses qui frappèrent la région, les indiens qui étaient établis sur l'arroyo El Salado, migrèrent vers le nord-est du Chubut.

### Les Européens
Les premiers hommes blancs arrivèrent à la fin du XIXe siècle, provenant de la région de Viedma et de Carmen de Patagones. Ils cherchaient de meilleures terres pour leur bétail. Le premier établissement s'appela Sierra Vieja, bientôt rebaptisé en Colonia Chilavert.

### L'exploitation du fer
Un certain Manuel Reynerio Novillo découvrit le gisement de fer. En 1969 eut lieu la constitution de la société privée HI.P.A.S.A.M. et l'exploitation de la mine commença. La même année on construisit une route reliant les gisements à Punta Colorada, où se trouve l'usine de pelletisation et l'embarcadère pour l'expédition du produit.
L'apogée de la HIPASAM se situe entre 1973 et 1989. Mais dans la décennie 1990, les choses tournèrent au vinaigre et le gouvernement de Carlos Saúl Menem décréta la fermeture des gisements, ce qui fit de Sierra Grande la première de diverses entreprises fermées sous son administration. Plus de 1 000 travailleurs se retrouvèrent sans emploi et l'émigration commença, entrainant la plus grande chute de population parmi les villes de plus de 10 000 habitants d'Argentine.
Ultérieurement le gouvernement provincial provincialisa l'entreprise afin de la remettre en route. Après bien des avatars, à la suite de la dévaluation liée à la fameuse crise de 2001, ce sont des capitaux chinois qui firent l'acquisition des gisements, et au début de 2006, le premier chargement de fer put se diriger vers l'Asie.

## Économie et Tourisme
- Gisements de fer.
- Exploitation touristique des plages (Playas Doradas) et du complexe souterrain des mines.